# Camille Polfer

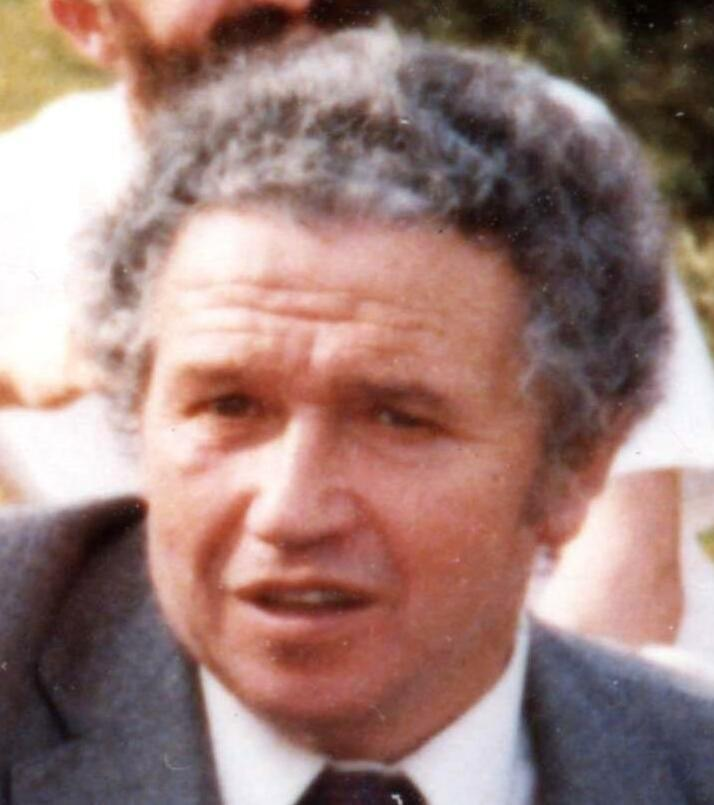
Camille Polfer (1982)

Camille Polfer (Namen, 21 november 1924 - Luxemburg-Stad, 19 maart 1983), was een Luxemburgs politicus.
Polfer werd in België uit Luxemburgse ouders geboren. Hij volgde lager onderwijs in Frankrijk en middelbaar onderwijs in Echternach. Polfer wilde aanvankelijk leraar worden aan een school, maar de Tweede Wereldoorlog voorkwam dit. Polfer moest als dwangarbeider in Duitsland werken. Na de Tweede Wereldoorlog studeerde hij in Nancy en verkreeg zijn diploma sportleraar.
Van 27 december 1950 tot 1959 was Polfer gymleraar aan het Lyceum van Esch-sur-Alzette en daarna tot 1969 aan het Lycée de garçons de Luxembourg (Limpertsberg). In maart 1969 volgde hij René Van Den Bulcke op als sportcommissaris.
In 1969 deed Polfer zijn intrede in de politiek. Hij werd voor de liberale Demokratesch Partei in de gemeenteraad van Luxemburg-Stad gekozen.
Polfer werd in 1980 als opvolger van Colette Flesch (Demokratesch Partei) burgemeester van Luxemburg-Stad. Bij de gemeenteraadsverkiezingen van november 1981 verkreeg Polfer de meeste stemmen, maar trad om gezondheidsredenen als burgemeester af. Zijn dochter, Lydie Polfer (Demokratesch Partei), volgde hem op als burgemeester.
Polfer overleed op 58-jarige leeftijd.
François Scheffer · Jean-Baptiste Servais · Baron de Tornaco · Bonaventure Dutreux-Boch · François Scheffer · Constantin Joseph Pescatore · François Scheffer · François Röser · François Scheffer · Fernand Pescatore · Jean-Pierre David Heldenstein · Gabriel de Marie · Jean-Pierre David Heldenstein · Théodore Eberhard · Jean Mersch-Wittenauer · Charles Simonis · Emmanuel Servais · Alexis Brasseur · Émile Mousel · Alphonse Munchen · Léandre Lacroix · Luc Housse · Gaston Diderich · Émile Hamilius · Paul Wilwertz · Colette Flesch · Camille Polfer · Lydie Polfer · Paul Helminger · Xavier Bettel · Lydie Polfer